# Bishop Robinson (policist)
Bishop Lee Robinson, ameriški policist, * 16. januar 1927, Baltimore, Maryland, Združene države Amerike, † 6. januar, 2014, Baltimore.
Bil je prvi afroameriški policijski komisar v Baltimoru.

## Kariera
Diplomiral je na Visoki šoli Douglass, državni univerzi Coppin in Univerzi Baltimorske šole prava. Robinson se je leta 1952 pridružil policiji. Leta je 1964 postal vodnik, leta 1969 poročevalec, leta 1971 kapetan, leta 1973 major, leta 1974 polkovnik, leta 1978 namestnik komisarja za operacije in leta 1984 komisar. Robinson je bil tudi predstavnik policijskega oddelka v Baltimoru pri ustanovitvi nacionalne organizacije afroameriških policistov iz različnih ameriških mest leta 1976.
Robinsonovih prvih 14 let v policiji do leta 1966 so imeli afroameriški častniki razne omejitve: niso jim dovolili patruljiranja v belskih soseskah, začasno so jim prepovedali uporabo avtomobilov v obdobju, ko se je odvijalo gibanje za državljanske pravice, vojna v Vietnamu in gibanja črne moči. Robinson je bil povišan na komisarsko mesto v oddelku, v katerem so prevladovali irsko-ameriški in italijansko-ameriški častniki, da bi afroameriški policist nadzoroval oddelek policije v Baltimoru, ki je postal mesto z večinskim afroameriškim prebivalstvom. 
Po koncu mandata policijskega komisarja v Baltimoru je od leta 1987 do leta 1997 služil kot tajnik Oddelka za javno varnost in popravne službe v Marylandu v kabinetu guvernerjev Williama Donalda Schaeferja in Parrisa Glendeninga. Kljub prigovarjanju Schaeferja se je Robinson odločil, da ne bo kandidiral za župana Baltimora 1999. Kasneje je bil od leta 2000 do leta 2003 v kabinetu guvernerja Glendenninga sekretar oddelka za mladoletniško pravosodje v Marylandu.
Robinson je umrl 6. januarja 2014 v starosti 86 let.